# Distrito Noroeste (Córdoba)
Noroeste, anteriormente llamado Norte-Centro, es uno de los diez distritos en que está dividida administrativamente la ciudad de Córdoba (España). Como su nombre indica, comprende la zona noroccidental de la ciudad. Está delimitado al oeste de Av. de Gran Capitán en el tramo comprendido entre Av. de la Libertad y Av. del Brillante, al oeste de Av. del Brillante, en el tramo comprendido entre confluencia con Gran Capitán y Av. Arruzafilla; al sur de Av. Arruzafilla, en el tramo comprendido entre confluencia con Av. El Brillante y Av. Cañito Bazán; al este de ronda de Poniente, en el tramo comprendido desde la confluencia con la Av. de Cañito Bazán y cruce línea de ferrocarril.

## Barrios
Está compuesto por 7 barrios:
- Huerta de la Reina
- Las Margaritas
- Moreras
- Arruzafilla
- Arroyo del Moro
- Parque Figueroa
- Huerta de Santa Isabel